# Cabana de Bergantiños
Cabana de Bergantiños és un municipi de la província de la Corunya a Galícia. Pertany a la Comarca de Bergantiños. Limita al nord amb el riu Anllóns que el separa de Ponteceso, a l'est amb Coristanco, al sud amb Zas, a l'oest amb Laxe i amb l'estuari del riu Anllóns que forma el front meridional de la ria de Corme i Laxe.
| 4.727 | 5.232 | 6.772 | 6.991 | 5.354 | 4.909 |
| Fonts: INE i IGE (Els criteris de registre censal variaren i les dades de l'INE i de l'IGE poden no coincidir.) |       |       |       |       |       |

## Parròquies
- Anos (Santo Estevo)
- Borneiro (San Xoán)
- Canduas (San Martiño)
- Cesullas (Santo Estevo)
- Corcoesto (San Pedro)
- Cundíns (San Paio)
- O Esto (San Xoán Bautista)
- Nantón (San Pedro)
- Riobó (San Martiño)
- A Silvarredonda (San Pedro)

## Galeria d'imatges

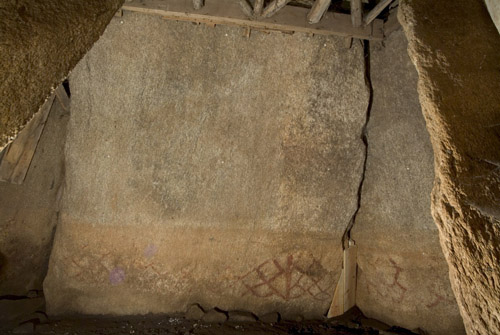
Cambra del dolmen
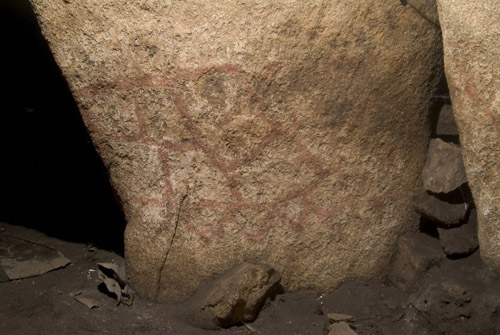
Vista general de les pintures del dolmen
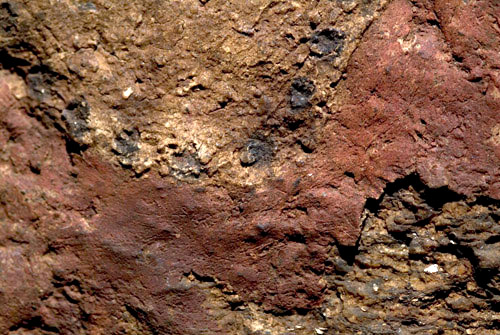
Macrofotografia de les pintures
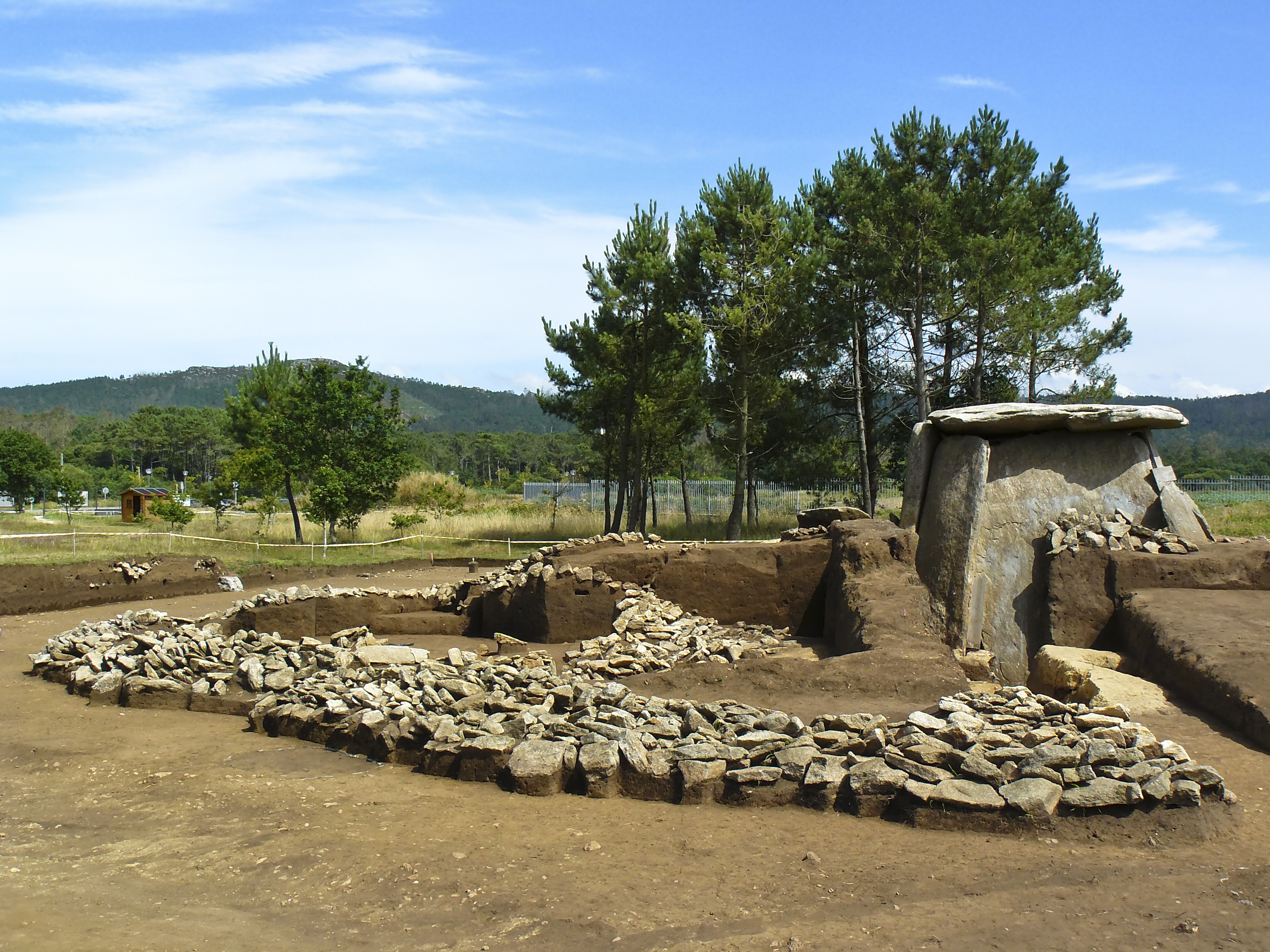
Dolmen del Dombate, Cabana de Bergantiños